# Corydon (libro)
Corydon es una colección de ensayos sobre homosexualidad del escritor André Gide, Premio Nobel de literatura de 1947. Los textos se publicaron inicialmente de forma separada desde 1911 a 1920.

Lo importante es entender que, donde usted dice «contra natura», bastaba decir «contra la costumbre»
A. Gide, Corydon

## Orígenes e intención
A principios de 1910 Gide decidió escribir un ensayo en defensa de la homosexualidad, lo que tenía pensado desde hacía mucho tiempo. El motivo parece haber sido el proceso de Renard: un hombre es acusado de asesinato y, a pesar de la inconsistencia de las pruebas, es condenado severamente en todas las vistas, tanto por la opinión pública, como por parte de los jueces; la razón es que Renard es homosexual. 
Amigos y conocidos trataron por todos los medios de convencer a Gide de que abandonase el proyecto por las consecuencias negativas que se derivarían. En 1911 decidió publicar los dos primeros diálogos; el trabajo fue impreso en doce ejemplares que, como él mismo dice en el prefacio a la segunda edición, fueron destinados al cajón. En 1920 reanudó el trabajo, la completó con otros dos diálogos y la hace publicar, discretamente, sólo veinte ejemplares distribuidos entre sus amigos. No fue hasta 1924 que se publicó definitivamente la obra. Muchos de los que le habían aconsejado abandonar el trabajo se sintieron heridos; Paul Claudel le negó el saludo.
Gide quiso defender una idea de la homosexualidad diferente de la que entonces estaba en boga. No acepta la teoría del tercer sexo de Magnus Hirschfeld y, pese a la consideración que tiene por Proust (durante una breve visita, le entregó uno de los primeros ejemplares de Corydon para que lo leyera y diese su opinión, pero sin divulgar el contenido), no comparte «la aparición de los hombres-mujeres, descendientes de los habitantes de Sodoma que se libraron de fuego celestial», descritos en el famoso incipit del cuarto volumen de En busca del tiempo perdido, «Sodoma y Gomorra».
La idea de la homosexualidad que tiene en mente Gide es de normalidad, la homosexualidad como una parte integrante de la dinámica de la especie humana, de hecho, más bien como un momento de excelencia, por lo que su punto de referencia es el mundo greco-romano, especialmente la Grecia clásica, las luchas entre Esparta y Atenas. Quiere estar vinculado al mundo, no sólo conceptual, sino también formalmente. 
«Corydon» es el nombre de un pastor de las Bucólicas de Virgilio y la forma del trabajo de la obra es el de los diálogos socráticos.  En la conversación, el autor, deseoso de conocer las razones de su interlocutor, se envuelve en los ropajes de la moralidad reinante, prevenido y desconfiado hacia ese tipo de argumento, sin embargo, las preguntas y observaciones se hacen de forma tal que empujan a Corydon a explicar claramente su ideas, que son las ideas de Gide mismo.

## Argumento

### Primer diálogo
En un fantasioso año 190, el autor, cansado de oír hablar acerca de un escandaloso proceso sobre uranismo, quiere escuchar las razones de la persona en cuestión. En consecuencia, se va a casa de Corydon, a entrevistarlo. Ambos habían sido compañeros en el liceo y una profunda amistad les había unido, para perderse de vista posteriormente. Aunque de lejos, había oído hablar de los brillantes estudios de medicina de Corydon y la reputación de su labor. Al entrar, el autor no percibe ningún elemento de afeminamiento, ni en la apariencia, ni en el ambiente, los únicos indicios: en la pared cuelga una reproducción de La creación de Adán de Miguel Ángel y sobre la mesa un retrato de Walt Whitman. 
El autor abre el diálogo apuntando al retrato de Whitman, el poeta de América del Norte, de cuyas obras se había editado recientemente una traducción a manos de un tal Bazalgette, todas encaminadas a negar la homosexualidad de Whitman, jugando astutamente con la no distinción del género masculino y femenino de los sustantivos del inglés. Para Corydon, obviamente, las traducciones no son bienvenidas y está escribiendo algo en respuesta; pero sobre todo anuncia que está preparando un importante trabajo sobre la homosexualidad, titulado Defensa de la pederastia. 
Corydon seguidamente le cuenta su historia. Estaba comprometido y amaba a su futura esposa con un amor intenso, pero casto, sin pasión. Advertía dentro de sí algo diferente, a pesar de estar físicamente sano, hijo de padres saludables. Más tarde, le turbó la historia del hermano de su novia, poco más que un adolescente, que está preocupado por los mismos deseos inconfesables y que decide confiar en él. Corydon le habla muy seriamente de los peligros y la condena social de esas tendencias. Pocos días más tarde, el niño se suicida, dejando una carta para Corydon en la que le declara su amor. 
Tras una historia tan dolorosa, Corydon quiere explicar a todos aquellos que sienten dentro de sí mismo estos deseos, que no se trata de una enfermedad, sino a algo bastante natural, y el libro que está preparando sirve para este propósito.

### Segundo diálogo
Corydon anuncia el plan de su libro: en la primera parte se trata la homosexualidad en términos de Historia natural, en la segunda parte, de la Historia, la Literatura y las Bellas artes, por último, en la tercera parte, la homosexualidad dentro de la Sociología y la moral.
Abre el discurso con las máximas de Pascal y Montaigne, que dicen que todo lo que consideramos como natural, no es más que el hábito adquirido. La misma heterosexualidad no es más que el resultado de la educación. Lo prueba el hecho de que, a pesar de que todos los seres humanos son educados en la heterosexualidad, la homosexualidad todavía aparece. Lo que rechaza es el instinto sexual, que empuja a un sexo hacia el otro para la procreación; en realidad, este instinto sexual no existe, hay un instinto para el placer sexual que puede ir en cualquier dirección, la procreación es una consecuencia que puede aparecer o no. 
Con Lester Ward, Charles Darwin y Henri Bergson demuestra que en la naturaleza el sexo es fundamentalmente el femenino. El macho aparece más tarde y su función está limitada a la fecundación. Además, existe un exceso de varones en todas las especies. Por último para a recitar una lista de los muchos casos de homosexualidad entre los animales. 
Todo esto debe Corydon convencer ampliamente a todos de la naturalidad de la homosexualidad.

### Tercer diálogo
Corydon subraya el hecho de que, mientras en el mundo animal se asiste a la deslumbrante supremacía de la belleza masculina y la hembra es la que elige al macho, en el mundo de los humanos sucede lo contrario, es la mujer la que es considerada más bella que el hombre y el hombre el que elige a la mujer.
Pero no siempre fue así, en la estatuaria griega el adolescente está siempre desnudo, mientras que las mujeres siempre veladas. Miguel Ángel, en la bóveda de la Capilla Sixtina, no ha pintado mujeres adolescentes desnudas. Por lo tanto, sostiene que la exaltación de la mujer es condición de un arte menos natural, menos autóctono que el que presentan las grandes épocas del arte de uranista.
Como decía Horacio: «naturam espelles frustra, tamen usque recurret » («expulsad a la naturaleza, vuelve al galope»).

### Cuarto diálogo
Un libro editado en esos años (Del matrimonio de Léon Blum) aborda precisamente el problema del que habla Corydon en el segundo diálogo, «el hombre tiene mucho más para aliviar que lo que es necesario para cumplir con la función reproductiva de otro sexo. La prodigalidad a la que empuja la naturaleza es muy difícil de controlar y amenaza con convertirse en perjudicial para el buen orden de la sociedad que conciben las naciones occidentales». 
La solución propuesta por Blum, empujar a las mujeres jóvenes a que estén disponibles fuera del matrimonio para erradicar el flagelo de la prostitución, no gusta a Corydon que aquí propone el objetivo principal de su libro: el retorno a la Grecia clásica. Al igual que sucedió en la edad de Pericles, que se aliente a los jóvenes entre los trece y 23 años a entablar amistad con hombres, incluso sexual, como experiencia y educación para el matrimonio con la mujer.